# SN 2007md
SN 2007md – supernowa typu II odkryta 8 października 2007 roku w galaktyce A012156-0100. W momencie odkrycia miała maksymalną jasność 20,70m.